# زمین‌لرزه ۱۳۳۷ نهاوند
زمین‌لرزه نهاوند در تاریخ ۱۶ اوت ۱۹۵۸ میلادی، برابر با ‎۲۵ مرداد ۱۳۳۷، ساعت ۱۹:۱۳:۵۰ به زمان یوتی‌سی در استان همدان و حوالی نهاوند رخ داد. ژرفای این زلزله ۳۵ کیلومتر بود. بزرگی آن ۶٫۷ در مقیاس Ms اعلام شده‌است. زمین‌لرزه به وقت محلی در روز شنبه، ساعت ۲۲.۵ روی داده و منطقه زمانی آن یوتی‌سی +۳٫۵ بوده‌است .
سازمان زمین‌شناسی آمریکا نیز جای این زمین‌لرزه را در مختصات ۳۴°۲۴′شمالی ۴۷°۵۴′شرقی / ۳۴٫۴°شمالی ۴۷٫۹°شرقی و بزرگی آن را برابر با ۶٫۷ در مقیاس ریشتر اعلام کرده‌است. ژرفای گزارش شده از سوی این سازمان ۲۰ کیلومتر بوده‌است.
شمار کشتگان زلزله حدود ۲۰۰ نفر بوده‌است. تعداد زخمیان ۹۸۴ نفر برآورده شده‌است.